# Тюрнен
Тюрнен (нім. Thürnen) — громада  в Швейцарії в кантоні Базель-Ланд, округ Зіссах.

## Географія
Громада розташована на відстані близько 65 км на північний схід від Берна, 8 км на південний схід від Лісталя.
Тюрнен має площу 2,3 км², з яких на 18,3% дозволяється будівництво (житлове та будівництво доріг), 56,3% використовуються в сільськогосподарських цілях, 25,3% зайнято лісами, 0% не є продуктивними (річки, льодовики або гори).

## Демографія
2019 року в громаді мешкало 1358 осіб (-0,2% порівняно з 2010 роком), іноземців було 21,4%. Густота населення становила 601 осіб/км².
За віковим діапазоном населення розподілялося таким чином: 18,5% — особи молодші 20 років, 60,2% — особи у віці 20—64 років, 21,4% — особи у віці 65 років та старші. Було 598 помешкань (у середньому 2,2 особи в помешканні).
Із загальної кількості 306 працюючих 19 було зайнятих в первинному секторі, 107 — в обробній промисловості, 180 — в галузі послуг.